# Elitetruppen auf Verbrecherjagd
Elitetruppen auf Verbrecherjagd (Originaltitel: Manhunt: Kill or Capture) ist eine britische Krimi-Dokureihe, in der mit hochwertigen Spielszenen, Archivbildern und Interviews die rücksichtslosesten und berüchtigtsten Figuren in der Geschichte des organisierten Verbrechens beleuchtet werden.

## Veröffentlichung
Die Erstveröffentlichung der Serie erfolgte ab dem 12. August 2015 auf dem Pay-TV-Sender American Heroes Channel und wurde ab dem 31. Mai 2019 mit deutscher Synchronisation auf dem Fernsehsender kabel eins Doku ausgestrahlt. ITV Studios Global Entertainment sicherte sich im Jahr 2016 die Rechte an der von World Media Rights produzierten Dokureihe und veröffentlichte diese unter dem Titel Fugitive Black Ops.

## Episodenliste
| Nr. | Deutscher Titel                              | Originaltitel                  | Zusammenfassung | Erstausstrahlung UK | Deutschsprachige Erstausstrahlung (D/A/CH) |
| --- | -------------------------------------------- | ------------------------------ | --- | ------------------- | ------------------------------------------ |
| 1   | Pablo Escobar                                | Pablo Escobar: King Of Cocaine | Über den einstigen kolumbianischen Drogenhändler Pablo Escobar, der als Anführer des berüchtigten Medellín-Kartells zwischen den 1970er- und 1990er-Jahren zu einem der reichsten Menschen der Welt avancierte und durch gegen Kolumbien gerichtete terroristische Anschläge weltweit berühmt wurde. | 12. Aug. 2015       | 21. Juli 2019                              |
| 2   | Die Suche nach El Chapo                      | El Chapo: Cartel Killer        | Über den einstigen mexikanischen Drogenhändler Joaquín „El Chapo“ Guzmán Loera, der als Anführer des mexikanischen Sinaloa-Kartells zu einem der reichsten Menschen der Welt avancierte und durch seine spektakulären Gefängnisausbrüche zu globaler Bekanntheit gelangte. | 19. Aug. 2015       | 31. Mai 2019                               |
| 3   | Carlos „Crazy Charlie“ Lehder                | Colombian Rambo                | Über den einstigen kolumbianisch-deutschen Drogenschmuggler Carlos Lehder, der in den späten 1970er-Jahren gemeinsam mit George Jung im Auftrag des Medellín-Kartells für die bis dato größte Kokainwelle in den Vereinigten Staaten sorgte und sich durch seinen Reichtum eine Bahamas-Insel, genannt Norman’s Cay erkaufte. | 26. Aug. 2015       | 28. Juni 2019                              |
| 4   | Gallardo und das Guadalajara-Kartell         | Mexican Godfather              | Über den einstigen mexikanischen Drogenboss Miguel Ángel Félix Gallardo, der als Mitbegründer und Anführer des mexikanischen Guadalajara-Kartells in den 1980er-Jahren von Sinaloa aus den Kokain-Schmuggel in Mexiko beherrschte. Er gilt als Gründervater der Drogenkartelle Mexikos, da er als erster Drogenhändler die einflussreichsten Schmuggler des Landes zu einem Konsortium vereinte. | 2. Sep. 2015        | 2. Aug. 2019                               |
| 5   | Die schwarze Witwe                           | The Black Widow                | Über die einstige kolumbianische Drogenhändlerin Griselda Blanco, die während der 1970er- und 1980er-Jahre von Miami aus, tonnenweise Kokain aus Kolumbien in die USA importierte und aufgrund der Vielzahl an Mordaufträgen als eine der unbarmherzigsten Führungspersönlichkeiten des Medellín-Kartells in den Vereinigten Staaten galt, bis sie ihre eigene Organisation gründete. | 9. Sep. 2015        | 7. Juni 2019                               |
| 6   | Whitey Bulger – Der Pate von Boston          | Whitey Bulger: Boston Mob King | Über den einstigen US-amerikanischen, irischstämmigen Verbrecher James „Whitey“ Bulger, der als Anführer der Winter Hill Gang während der 1980er- und Anfang der 1990er-Jahre durch seine Tätigkeit als FBI-Informant zum einen teilweise unbehelligt agieren konnte und zum anderen seine Feinde somit aus dem Verkehr ziehen ließ. So avancierte er zum mächtigsten Verbrecher Bostons. | 16. Sep. 2015       | 5. Juli 2019                               |
| 7   | Juan Matta Ballesteros – Der Ausbrecherkönig | The Devil Incarnate            | Über den honduranischen Drogenbaron Juan „El Negro“ Matta-Ballesteros, dem es gelang, verschiedene Drogenkartelle von Südamerika, über Mexiko bis in die USA miteinander zu vernetzen. | 23. Sep. 2015       | 12. Juli 2019                              |
| 8   | Frank Lucas – Der echte „American Gangster“  | American Gangster              | Über den afroamerikanischen Gangsterboss Frank Lucas, der in den späten 1960er- und frühen 1970er-Jahren zu den einflussreichsten Drogenhändlern New Yorks gehörte, da er das Heroin nicht von den üblichen Mittelsmännern der Mafia, sondern direkt von den Erzeugern in Südostasien aus dem Goldenen Dreieck erwarb und es über Armeekontakte aus Vietnam in die USA schmuggeln ließ. Bekannt wurde er vor allem für die „Cadaver Connection“, bei der er über mehrere Jahre hinweg Heroin in Soldatensärgen aus Vietnam in die USA geschmuggelt haben soll. | 30. Sep. 2015       | 21. Juni 2019                              |
| 9   | Operation White Terror                       | Operation White Terror         | Über eine großangelegte Operation des FBI gegen die kolumbianische Terrororganisation AUC, welche der Dachverband rechtsgerichteter paramilitärischer Gruppen ist und sich größtenteils durch den Kokainhandel finanzierte. | 7. Okt. 2015        | 18. Juli 2019                              |
| 10  | Der Händler des Todes                        | Merchant Of Death              | Über den einstig größten Waffenhändler Russlands namens Wiktor Anatoljewitsch But, der bis zu seiner Verhaftung im Jahr 2008 die blutigsten Konflikte der Welt mit Waffen versorgte. | 14. Okt. 2015       | 14. Juni 2019                              |